# Kanton Thoiry
Thoiry is een kanton van het Franse departement Ain. Het kanton maakt deel uit van het arrondissement Gex en telde 28.309 inwoners in 2018.
Het kanton werd gevormd ingevolge het decreet van 13 februari 2014 met uitwerking op 22 maart 2015.

## Gemeenten
Het kanton omvat de volgende 16 gemeenten:
- Challex
- Chevry
- Chézery-Forens
- Collonges
- Crozet
- Échenevex
- Farges
- Léaz
- Lélex
- Mijoux
- Péron
- Pougny
- Saint-Jean-de-Gonville
- Ségny
- Sergy
- Thoiry